# Калинівська сільська рада (Бахмутський район)
Калинівська сільська рада (до 2016 року — Калінінська) — орган місцевого самоврядування у Бахмутському районі Донецької області з адміністративним центром у селищі Калинівка.

## Населені пункти
Сільській раді підпорядковані населені пункти:
- с-ще Калинівка
- с. Богданівка
- с. Григорівка

## Склад ради
Рада складається з 12 депутатів та голови.

## Керівний склад сільської ради
| ПІБ                        | Основні відомості                                                         | Дата обрання | Дата звільнення |
| -------------------------- | ------------------------------------------------------------------------- | ------------ | --------------- |
| Колесник Тетяна Григорівна | Сільський голова, 1955 року народження, освіта, член Партії регіонів      | 26.03.2006   | 31.10.2010      |
| Бойко Наталія Олексіївна   | Сільський голова, 1961 року народження, освіта вища, член Партії регіонів | 31.10.2010   |                 |

Примітка: таблиця складена за даними джерела